# حديقة نسيم (مسقط)
حديقة نسيم  هي منتزه شهير يقع بين منطقتي السيب وبركاء بالقرب من العاصمة العمانية  مسقط. تُعد هذه الحديقة أول متنزه من نوعه في سلطنة عمان، وتضم مجموعة متنوعة من المعالم مثل حوض أسماك، وبحيرة، وشلال، بالإضافة إلى حدائق عربية ويابانية، ومتاهة ومنطقة ألعاب للأطفال مزودة بكافة المرافق اللازمة.
تتميز الحديقة بموقعها القريب من مطار مسقط الدولي، حيث تبعد حوالي 30 كيلومترًا، مما يجعل الوصول إليها سهلاً لكل من السكان المحليين والزوار. كما تحتوي على قطار صغير يجوب أرجاء الحديقة، ليتيح للزوار جولة ممتعة بين المناظر الطبيعية والزخارف البديعة. يُقام في الحديقة عدد من المهرجانات السنوية المرتبطة بمهرجان مسقط، مما يجعلها وجهة ثقافية وترفيهية هامة في المنطقة.